# Eurhopalothrix floridana
Eurhopalothrix floridana é uma espécie de formiga do gênero Eurhopalothrix, pertencente à subfamília Myrmicinae.